# Euphaedra edwardsii
Euphaedra edwardsii är en fjärilsart som beskrevs av Hoeven 1845. Euphaedra edwardsii ingår i släktet Euphaedra och familjen praktfjärilar. Inga underarter finns listade i Catalogue of Life.